# Намалталава (Грама Ніладхарі)
Грама Ніладхарі Намалталава (№ W/86I) — Грама Ніладхарі підрозділу ОС Ампара, округ Ампара, Східна провінція, Шрі-Ланка.

## Демографія
| Населення (2007) | Населення (2007) | Населення (2007) | Населення (2007) | Населення (2007) |
| Населення        | Чоловіки         | Жінки            | Діти             | Дорослі          |
| ---------------- | ---------------- | ---------------- | ---------------- | ---------------- |
| 1413             | 668              | 745              | 562              | 851              |